# 조종익
조종익(趙鍾益, 1935년 12월 2일~)은 대한민국의 정치인이다. 제11·12대 국회의원을 지냈다. 경기도 용인 출신이다.

## 학력
- 원삼초등학교 졸업
- 수원중학교 졸업
- 한양공업고등학교 졸업
- 중앙대학교 정치외교학과 졸업
- 서울대학교 행정대학원 수료

## 경력
- 국회 내무분과 위원회 위원, 농수산 위원회 간사
- 국회 한일의원연맹 간사, 한ㆍ뉴질랜드의원 친선협회 부회장
- 충렬서원(정몽주선생 봉향)원장
- 통일민주당 정무위원, 경기도 도당 위원장
- 민주자유당 전당대회 수석 부의장
- 민주산악회 중앙부회장, 동 경기동부협의회 회장
- 대한광업진흥공사 사장
- (현)한나라당 국책자문위원
- (현)북한경제포럼 부회장
- (현)한양조씨 대종회 회장
- (현)한국씨족 총연합회 상임 부총재
- (현)대한민국헌정회 이사

## 역대 선거 결과
|  | 47.00% |

|  | 9.55% |

|  | 17.27% |

|  | 25.09% |

|  | 33.67% |